# Kontakt (elektrotehnika)
Kontakt u elektrotehici označava stanje koje nastaje dodirom dvaju vodiča. Kontakt mora pouzdano i brzo zatvoriti strujni krug uz što manji kontaktni otpor i što manje iskrenje te na isti način brzo prekinuti strujni krug uz što manje iskrenja, a u kojem cilju se odabiru odgovarajuća konstrukcijska rješenja i elektrotehnički materijali.

## Materijali za kontakte
Kontaktni otpor dvaju vodiča veći je od otpora homogenog vodiča istog presjeka zbog nesavršenosti kontaktnih površina i zbog kemijskih promjena na površini materijala. Ovaj povećani otpor uzrokuje zagrijavanje kontaktnih mjesta, a povišena temperatura oštećuje kontaktne elemente i mijenja im svojstva. Izborom materijala treba postići optimalna rješenja koja nisu za sve slučajeve ista. Površina kontakata treba biti fino obrađena i tvrda te materijal treba imati veliku električnu vodljivost i otpornost na koroziju. Također treba imati i neka posebna svojstva kao što su otpornost na električni luk, iskrenje i starenje. To znači da materijali za kontakte moraju zadovoljavati određena električna, mehanička, kemijska i toplinska svojstva. Ta svojstva im trebaju osigurati što veću električnu vodljivost, veliku tvrdoću i otpornost na habanje te otpornost prema oksidiranju i oštećivanju zbog električne iskre i luka. 

## Podjela kontakata

### Kontakti za mala opterećenja
Kontakti za mala opterećenja do 5 ampera obuhvaćaju precizne kontakte u mjernoj i regulacijskoj tehnici, releje, preklopnike i sl. Ovi kontakti rade u području bez električnog luka i s malim pritiscima. Moraju imati vrlo mali prijelazni otpor i veliku kemijsku postojanost. Za izradu se koristi mjed i druge slitine bakra, a kod profesionalnih uređaja plemeniti i neki drugi metali. U prvom redu to su zlato, platina, srebro, nikal, volfram i iridij. Zbog visoke cijene ovi se materijali najčešće posebnim postupcima nanose na vodiče u tankom sloju samo na kontaktnu površinu.

### Kontakti za srednja opterećenja
Kontakti za srednja opterećenja rade sa strujama od 5 do 20 ampera. Koriste se kod manjih strojeva u kućanskim aparatima, instalacijama i sl. Zbog većih struja kod ovih kontakata pojavljuju se iskrenja i električni luk. Zbog toga je važno dobro odvođenje topline. Za izradu se koriste slitine srebra, nikla, platine, iridija, volframa, molibdena itd.

### Kontakti za velika opterećenja
Ovi kontakti rade sa strujama jačine iznad 20 ampera. Kod ovih kontakata je odvođenje topline izuzetno važno zbog jakog utjecaja električnog luka. Za izradu se koristi tvrdi bakar, bronca i slitine sa srebrom, niklom, volframom i molibdenom. Kod vrlo velikh struja kontakti se stavljaju u ulje koje pomaže u gašenju električnog luka. 

## Neželjene posljedice
Neželjene posljedice najčešće su izazvane zagrijavanjem, električnom iskrom, električnim lukom i habanjem. Moguće ih je spriječiti:
- Pravilnim izborom materijala prema električnim, mehaničkim i kemijskim svojstvima.

- Električnim metodama, spajanjem odgovarajućih kondenzatora i otpornika na kontaktne slogove.

- Konstrukcijskim metodama, osiguravanjem dobrog odvođenja topline i velike brzine ukapčanja i iskapčanja.